# Турський лівр
Турський лівр (фр. livre tournois) — історична грошова одиниця Анжуйського графства і пізніше головна історична грошова одиниця Французького королівства (близько 1230—1803 роки). Початково була впроваджена у місті Тур, від якого і отримала свою назву. Спершу вживався на заході Франції, але поступово став основною валютою всієї Франції, витіснивши з обігу важчий паризький лівр. Застосування було припинене за часів Французької революції.

## Грошова одиниця
Точний час появи Турського лівра невідомий, відомо, що він використовувався в Турені, графстві Ено і Бургундії вже в 1230 році, після того, як Філіп II приєднав Анжу і Турень до французької корони. З цього часу Турський лівр з місцевої розрахункової грошової одиниці поступово перетворюється на загальнофранцузьку валюту, з часом поступово витісняючи паризький лівр.
Ділився на 20 турських солей та 240 турських деньє — з огляду на те, що французька числова система мала в своїй основі числа 20 і 60. Пізніше подібний поділ було запозичене англійцями, так фунт стерлінгів ділився на 20 шилінгів або 240 пенсів. Монети в 1/240 турського лівра (турський деньє) Карбувався в місті Турі в абатстві Сен-Мартен.
Після того, як в 1360 році були викарбовані золоті монети Франк верхи, що по своїй вартості дорівнювали одному турському лівру, часто іменувався «франком», причому обидва слова були в рівному вживанні як синоніми. Вважається, що назва «франк» у свою чергу походить від викарьованого на монеті Франк верхи напису латиною FRANCORV REX — тобто король франків.
Офіційно припинив своє існування 17 березня 1803, і був замінений на нову грошову одиницю — франк. Крім власне Франції вживався як основна валюта на Нормандських островах і в Джерсі, де проіснував до 1837 року, коли був остаточно витіснений фунтом стерлінгів.
Золоті монети франк верхи, що за своєю вартістю дорівнювали одному турському лівру карбувались королями Іоанном II, Карлом V, Генріхом III і Генріхом IV.
У 1701—1720 назву турський лівр носила перша у Франції паперова валюта.

## Розрахункова грошова одиниця
Турський лівр лежав в основі всіх розрахунків французьких банків як усередині країни, так і за кордоном починаючи з XII століття. Цей звичай був офіційно узаконений в 1549 році й настільки ж офіційно скасований в 1577 році, тоді розрахунковий лівр був замінений на екю, найпоширенішу на той час золоту монету Франції, і знову відновлений у 1602 році. Золотий вміст лівра і його номінація регулювалися королівськими указами, в результаті чого його вага неухильно падала.
Офіційне застосування турського лівра у королівському домені (раніше в усіх розрахунках вживали паризький лівр) було узаконено указом Філіпа II у 1203 році.
Людовік Святий в результаті проведеної ним грошової реформи встановив золотий вміст лівра в кількості 8,271 г.
Указом Філіпа Красивого до турського лівра, су деньє була додана ще одна монета — турський дубль, ціна якої дорівнювала двом турським деньє. Шість дублів прирівнювалися до одного турського су. Випуск цієї монети проводився аж до часу Людовика XIII .
У 1360 році був вперше викарбувано золотий франк верхи, прирівняний за ціною до одного турського лівра. Кількість випущених монет дорівнювало 3 млн штук, ними був заплачений викуп з англійського полону короля Іоанна II Доброго.
У 1542 році турський лівр офіційно був оголошений основною валютою королівства, цей указ знову підтверджено у 1602 році.
У 1640 році золотий вміст лівра дорівнював згідно з королівським указом 0,619 г.
У 1720 році після краху фінансової система Джона Ло золотий вміст лівра зменшилася до 0,31 г.
У 1795 році лівр було остаточно вилучено з обігу як один із символів скасування королівської влади і феодальних привілеїв у Франції. На той час турнський лівр коштував за паризьким обмінним курсом на 1⁄5 дорожче, ніж генуезька ліра (італійський аналог лівра) і оцінювався в 0.290 гр. чистого золота або 4.45 гр. чистого срібла 